# 上里德魏爾湖

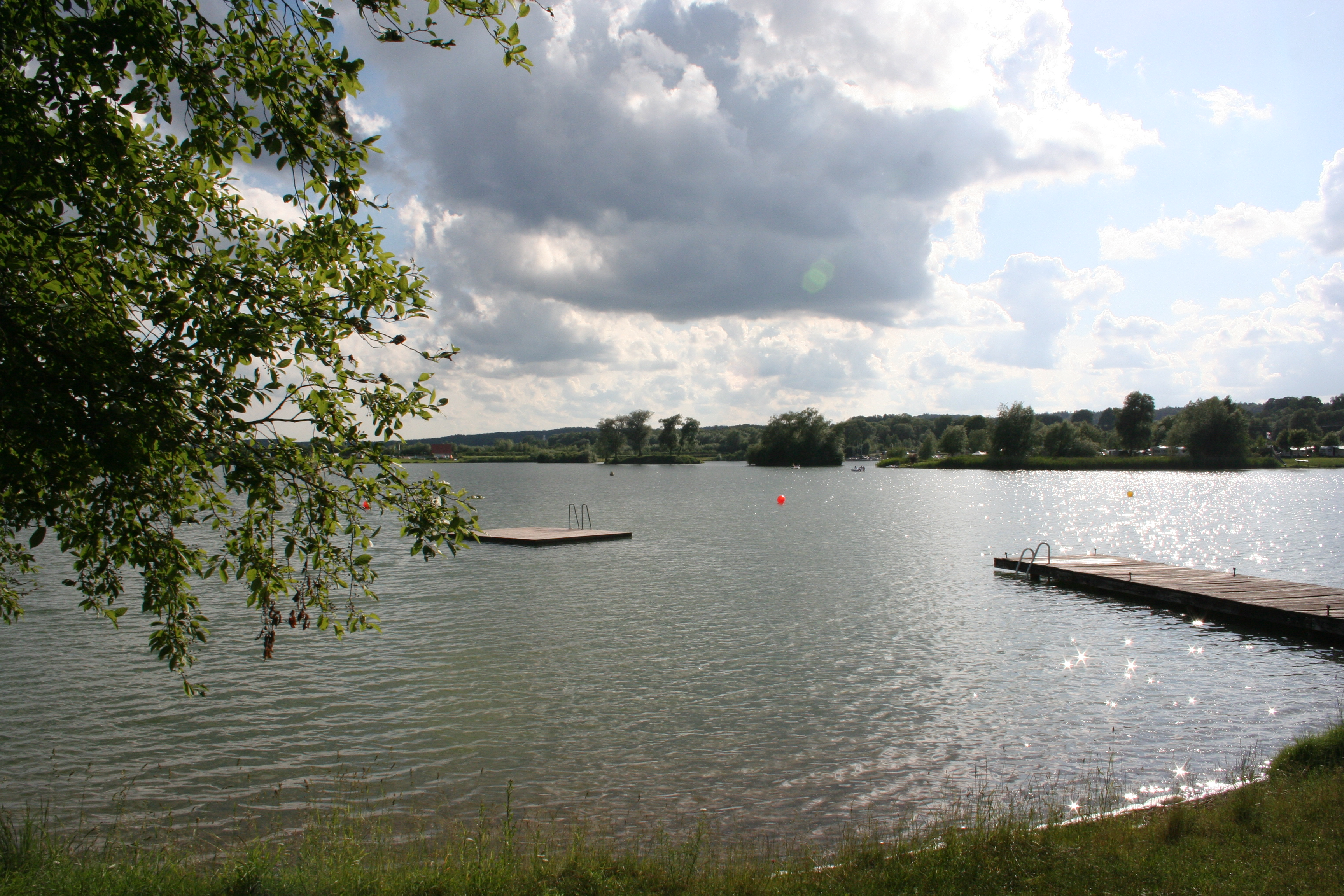

48°13′30″N 10°17′45″E / 48.22500°N 10.29583°E
上里德魏爾湖（德語：Oberrieder Weiher），是德國的湖泊，位於該國東南部，由巴伐利亞負責管轄，處於布賴滕塔爾附近，長0.6公里、寬0.6公里，面積0.3平方公里，海拔高度508米，平均水深2.5米，最大水深12米。